# Pasithée
Pour les articles homonymes, voir Pasithée (homonymie).

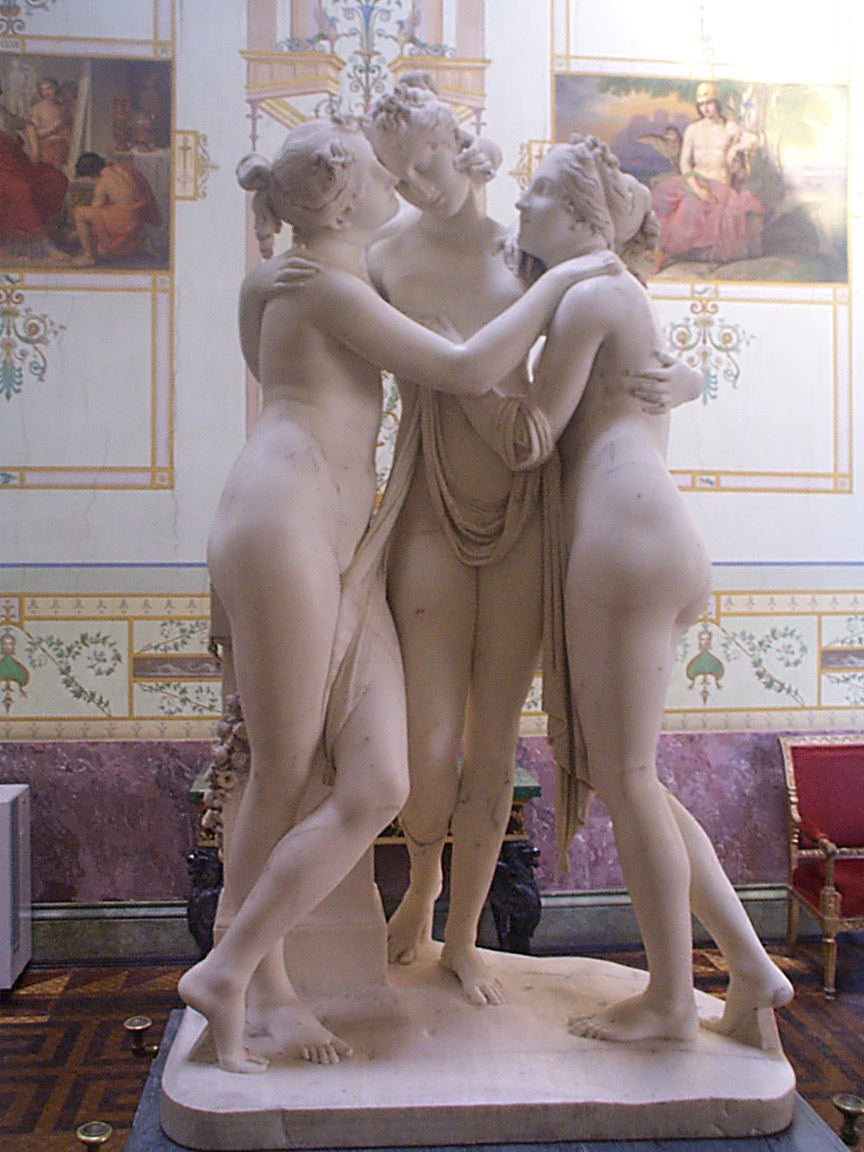
Les "Grâces", par Antonio Canova (Musée de l'Ermitage, Saint-Pétersbourg).

Dans la mythologie grecque, Pasithée ou Pasithéa (en grec ancien Πασιθέα / Pasithéa) est l'une des Charites.
Son ascendance est atypique : en tant que Charite, on pourrait supposer qu'elle est fille de Zeus et Héra selon la tradition hésiodique. Cependant, Hésiode ne la mentionne pas et les sources tardives en font la fille d'Aphrodite et de Dionysos.
D'après Homère, Héra la promet en mariage à Hypnos, le dieu du sommeil à condition qu’il veuille bien l’aider à endormir Zeus. Cette union est confirmée par Catulle et l’Anthologie grecque.

## Famille
Ses sœurs sont Aglaéa ("Splendeur"), Euphrosyne ("Humeur") et Thalia ("Bonne humeur"). Dans la mythologie romaine, elles étaient connues sous le nom de Gratiae, les "Grâces".
Dans le livre 14 de l'Iliade d'Homère, Pasithée est l'une des jeunes Charites. Héra la promet en mariage à Hypnos le dieu du sommeil en échange d'une faveur. Robert Graves pense qu'Homère mentionne également les noms de deux Charites, Pasithée et Cale ("Beauté"), mais les deux Charites qu'Homère a utilisées pour l'Aglaé d'Hésiode.
Bien que les Grâces soient habituellement au nombre de trois, selon les Spartiates, c'est Cléta, et non Thalia, qui était la troisième, et d'autres Grâces sont parfois mentionnées, notamment Auxo, Hégémone, Péitho et Phaenna.